# Gwiazdy (album)
Gwiazdy – ścieżka dźwiękowa do filmu komediowego Jana Kidawy-Błońskiego, Gwiazdy. 

## Opis
W filmie zostały użyte utwory, które były największymi hitami tamtego okresu i towarzyszyły zarówno bohaterom filmu jak i fanom futbolu, m.in.: Futbol, futbol, futbol Maryli Rodowicz, Sen o Victorii zespołu Sen o Victorii. Całość uzupełnia muzyka instrumentalna skomponowana na potrzeby filmu przez Piotra Ługowskiego i Dariusza Kowalczyka.

## Lista utworów
1. Piotr Ługowski - Droga do gwiazd
2. Dariusz Kowalczyk - Janek w Berlinie
3. Farida - Pensami stasera
4. Mrowiec Band - Jedziemy autostopem
5. Dariusz Kowalczyk - Mecz z Armią Radziecką
6. D. Kowalczyk, P.Ługowski - Koty na dachu
7. Krzysztof Krawczyk - Znamy się tylko z widzenia
8. Aleksandra Gintrowska - Put your hand on my shoulder
9. Dariusz Kowalczyk - Śląski spacer
10. Dariusz Kowalczyk - Lojalka
11. Dziewczyna o perłowych włosach
12. Piotr Ługowski - Spotkanie z ojcem
13. Piotr Ługowski - Piłkarskie marzenia
14. Dżem - Po co
15. Maryla Rodowicz - Futbol, futbol, futbol
16. Dariusz Kowalczyk - Mecz na wodzie
17. Dżem - Sen o Victorii